# Otava (ö)
Otava är tillsammans med ön Rimito huvudö i Rimito, som numera är en del av Nådendal.
Ön ligger i Skärgårdshavets havsområde. Ön är 105 km2 stor och har en högsta höjd av knappt 60 meter över havet. Till arealen är ön den tionde största i Finland. Otala sitter ihop med Rimito i söder men sjön Paskaperänjärvi och vikarna Ruokorauma i öster och Kolkka i väster bildar en tydlig skiljelinje.

## Bildgalleri

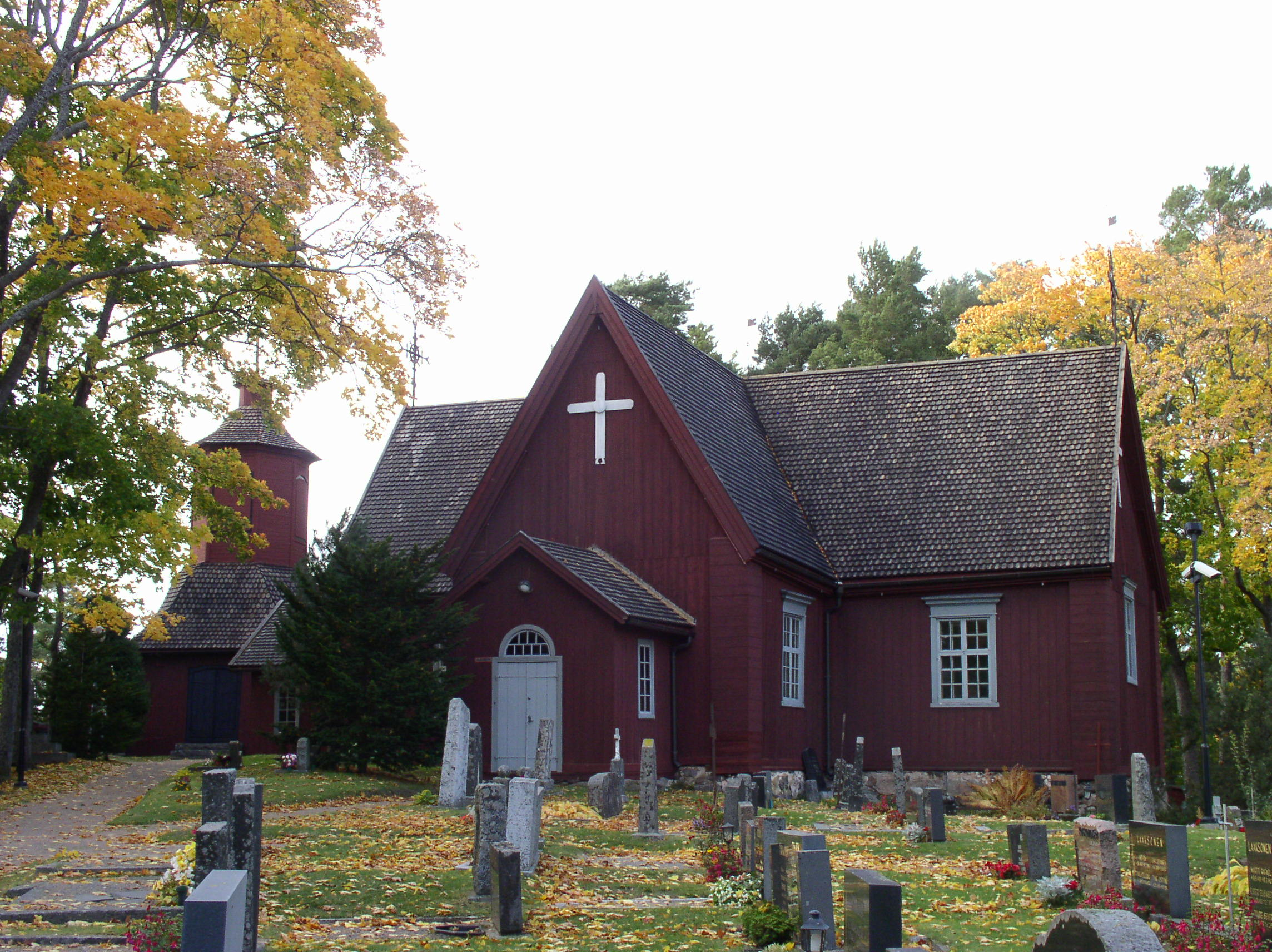
Merimasku kyrka
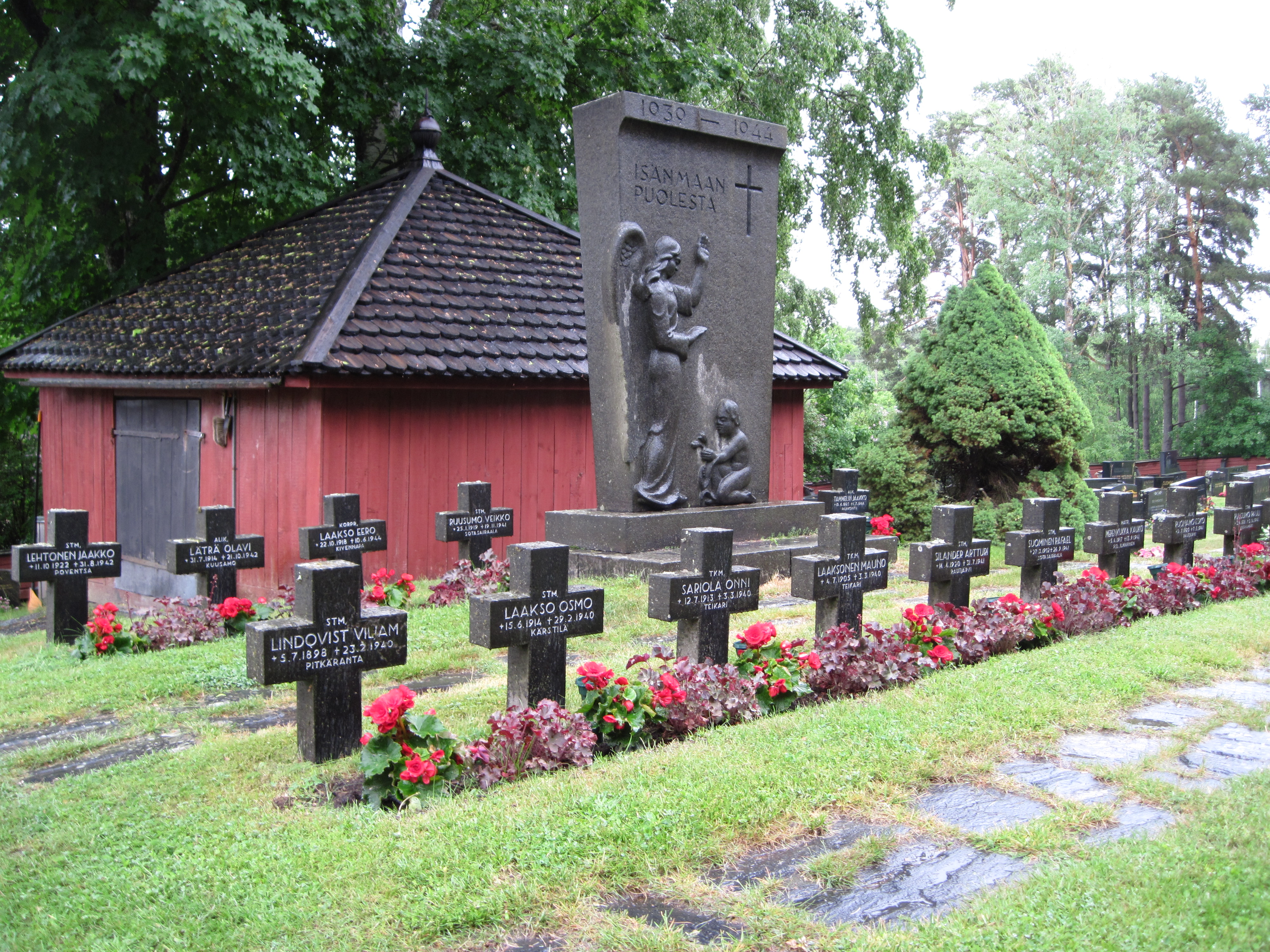
Merimasku Kyrkogård med offren från det andra världskriget, 1939 - 1944
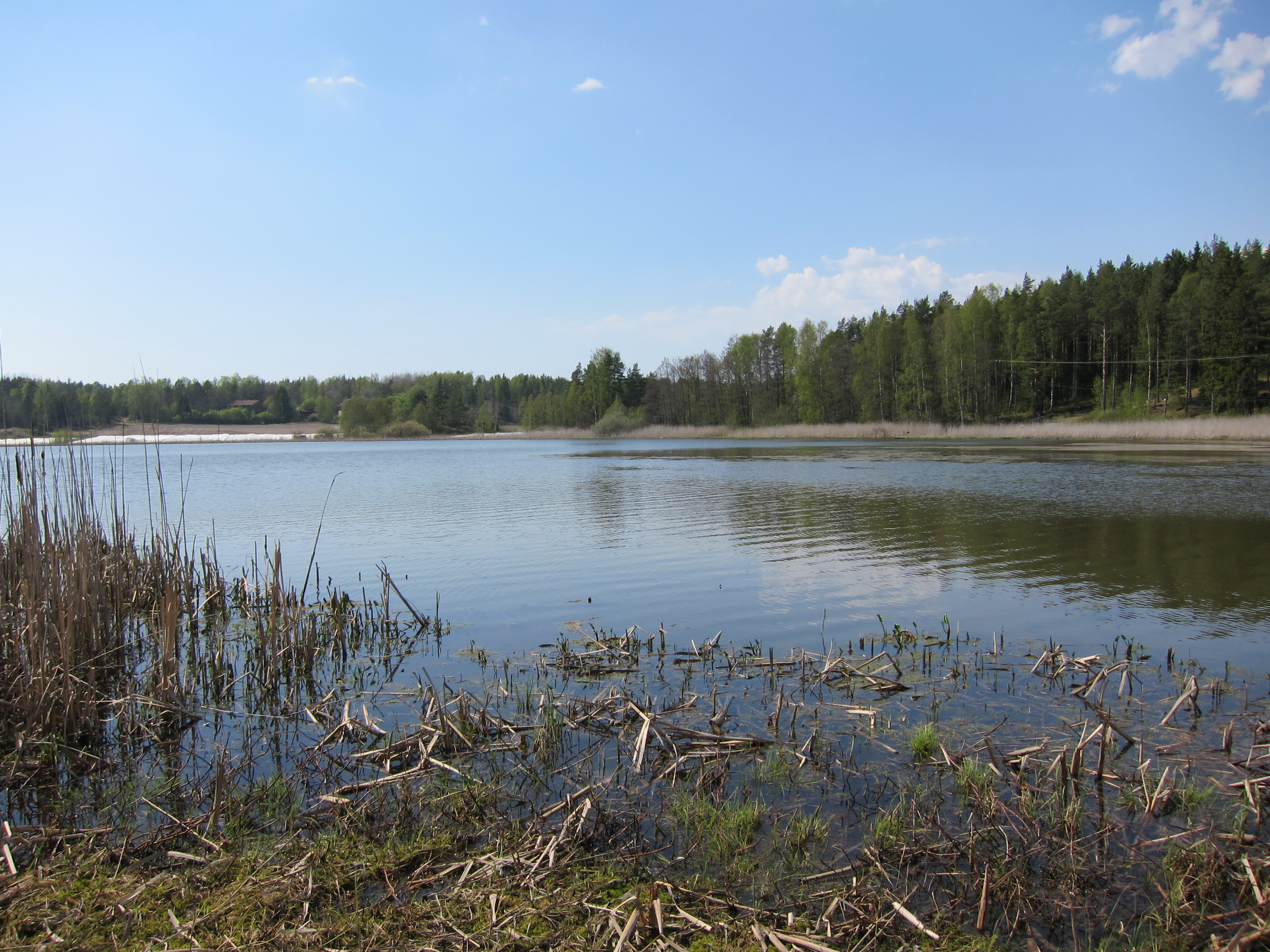
Köylijärvi